# Стрийська агломерація
Стрийська агломерація — агломерація з центром у місті Стрий. За класифікацією агломерацій відноситься до агломерацій із малою площею. Разом із Дрогобицькою агломерацією утворює Дрогобицько-Стрийську конурбацію. Головні чинники створення та існування агломерації: гірський курорт, центр газової промисловості.
Складається з міст Стрий, Моршин, смт Дашава та сусідніх населених пунктів Стрийського району.